# Inflatostereum radicatum
Inflatostereum radicatum är en svampart som först beskrevs av Narcisse Theophile Patouillard, och fick sitt nu gällande namn av D.A. Reid 1965. Inflatostereum radicatum ingår i släktet Inflatostereum och familjen Phanerochaetaceae.   Inga underarter finns listade i Catalogue of Life.